# Traktat w Sèvres
     Terytorium Turcji
     Armenii
     Grecji
     Francji
     Wielkiej Brytanii
     Włoch
     Region autonomiczny, Izmir (Smyrna )

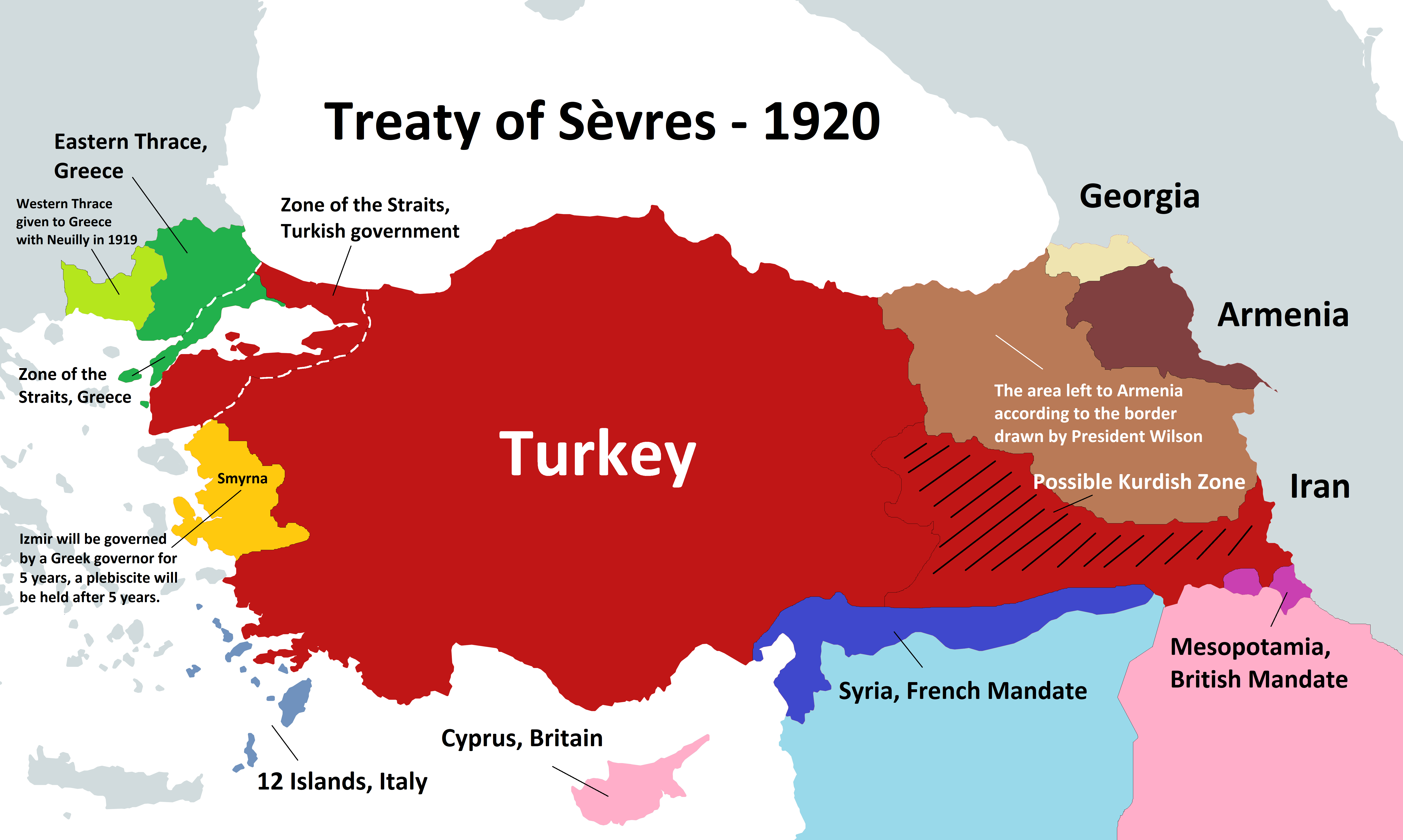
Podział Anatolii i Tracji według traktatu z Sèvres.
Terytorium Turcji
Armenii
Grecji
Francji
Wielkiej Brytanii
Włoch
Region autonomiczny, Izmir (Smyrna)

Traktat w Sèvres – traktat pokojowy podpisany 10 sierpnia 1920 roku pomiędzy Imperium Osmańskim, sojusznikiem Państw Centralnych z czasów I wojny światowej, a państwami Ententy po klęsce Imperium Osmańskiego w tej wojnie. Zawierał statut Ligi Narodów, opis nowych granic, klauzule o rozbrojeniu, o odszkodowaniach wojennych i innych ciężarach gospodarczych nałożonych na Turcję. Traktat przywracał także tzw. „kapitulacje”, tj. postanowienia o wyjęciu cudzoziemców spod jurysdykcji sądów tureckich (immunitet bezwzględny). Wobec odmowy ratyfikacji  przez Wielkie Zgromadzenie Narodowe Turcji (parlament turecki) nie wszedł w życie, a jego postanowienia zostały zastąpione w 1923 roku traktatem w Lozannie.

## Zmiany terytorialne
Trację Wschodnią po Morze Czarne z Adrianopolem i półwyspem Gallipoli otrzymała Grecja. Uzyskała ona również prawo do okupacji i administracji rejonu Smyrny (obecnie Izmir), z obowiązkiem dopuszczenia tam lokalnego parlamentu, który po pięciu latach miałby się wypowiedzieć o dalszej przynależności tego terytorium.
Zachodnia i południowa Anatolia została podzielona na dwie strefy wpływów: włoską i francuską.
Na wschodzie Anatolii, od Morza Czarnego po jezioro Wan i granicę perską, miała się rozciągać niezależna Armenia, a na południe od niej autonomiczny Kurdystan.
Bardzo rozległa strefa cieśnin po stronie europejskiej i azjatyckiej miała ulec ścisłej demilitaryzacji.

## Inne ograniczenia
Tureckie siły zbrojne miały liczyć 50 000 ludzi z zaciągu ochotniczego, bez broni ciężkiej i lotnictwa. Turcja traciła flotę wojenną, z wyjątkiem niewielu małych jednostek ochrony wybrzeży. Zabroniono produkcji broni i jej importu.

## Wygaśnięcie traktatu
W związku z obaleniem sułtanatu w Turcji, utworzeniem republiki (pod przywództwem Kemala Atatürka) i jej zwycięską wojną z Grecją traktat z Sévres nigdy nie wszedł w życie, jego ustalenia zostały zastąpione 24 lipca 1923 roku przez traktat w Lozannie zawarty pomiędzy mocarstwami a Republiką Turecką.

## Mapy

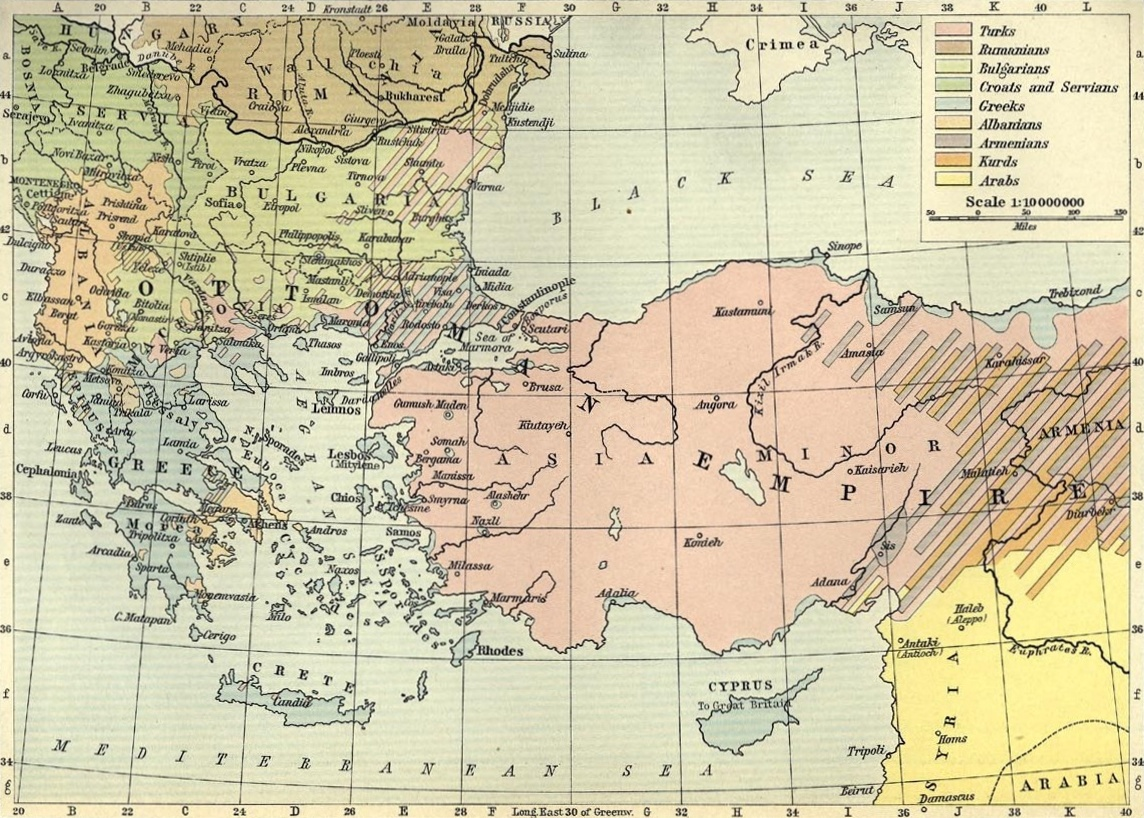
Mapa etniczna Turcji 1911 przed I wojną bałkańską
Mapa etniczna wschodniej Anatolii, tureckiego Środkowego Wschodu i pogranicza turecko-perskiego 1910
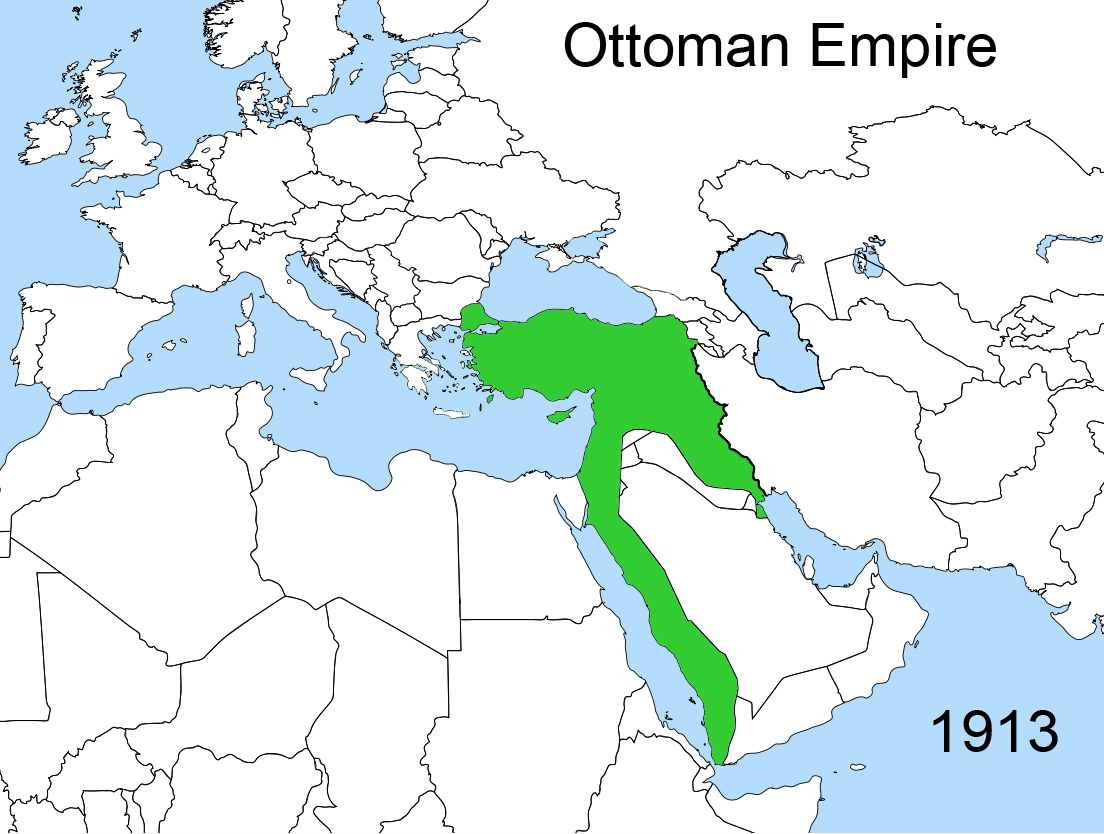
Imperium Osmańskie 1913
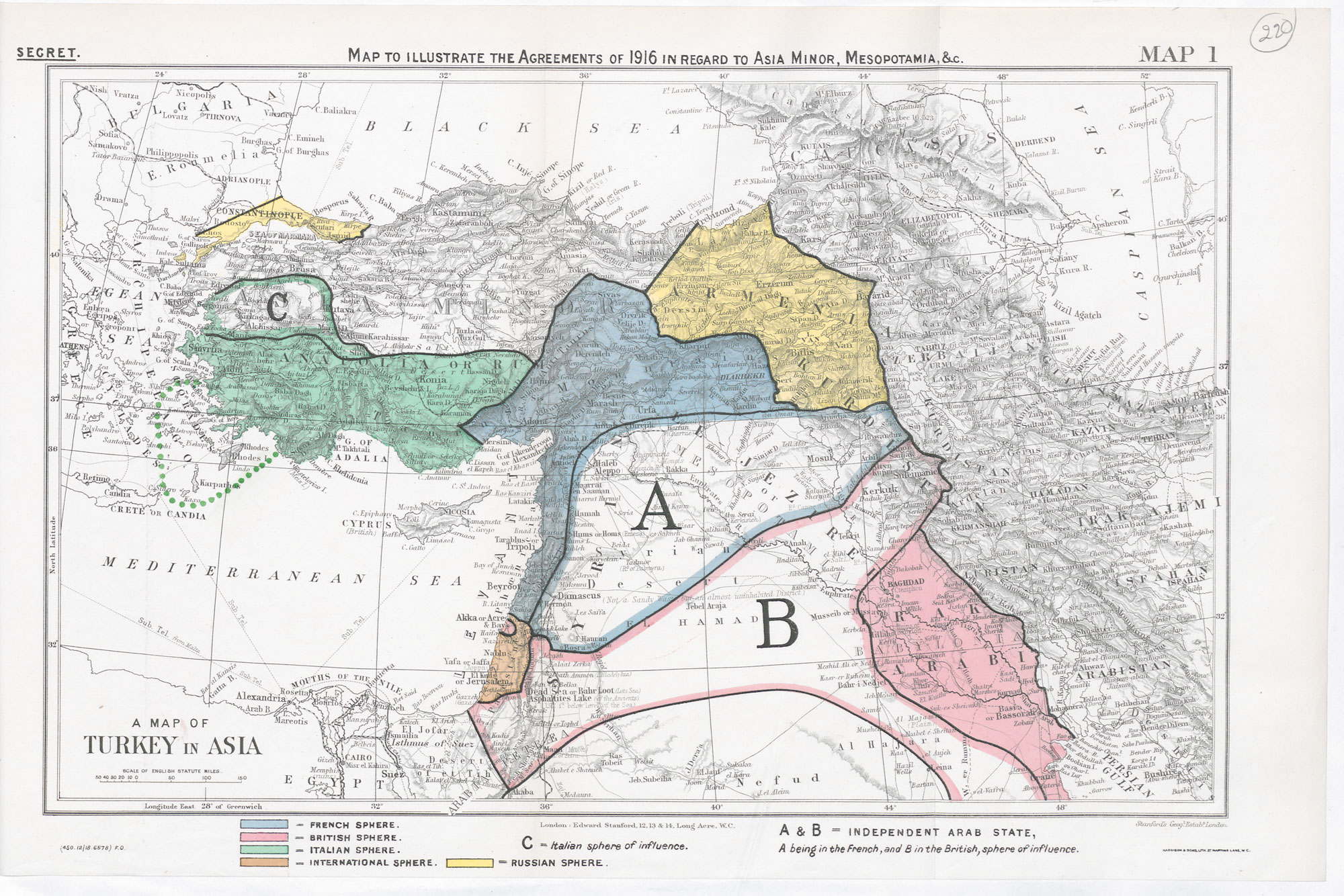
Plan rozbioru Imperium Osmańskiego 1916 - Umowa Sykes-Picot
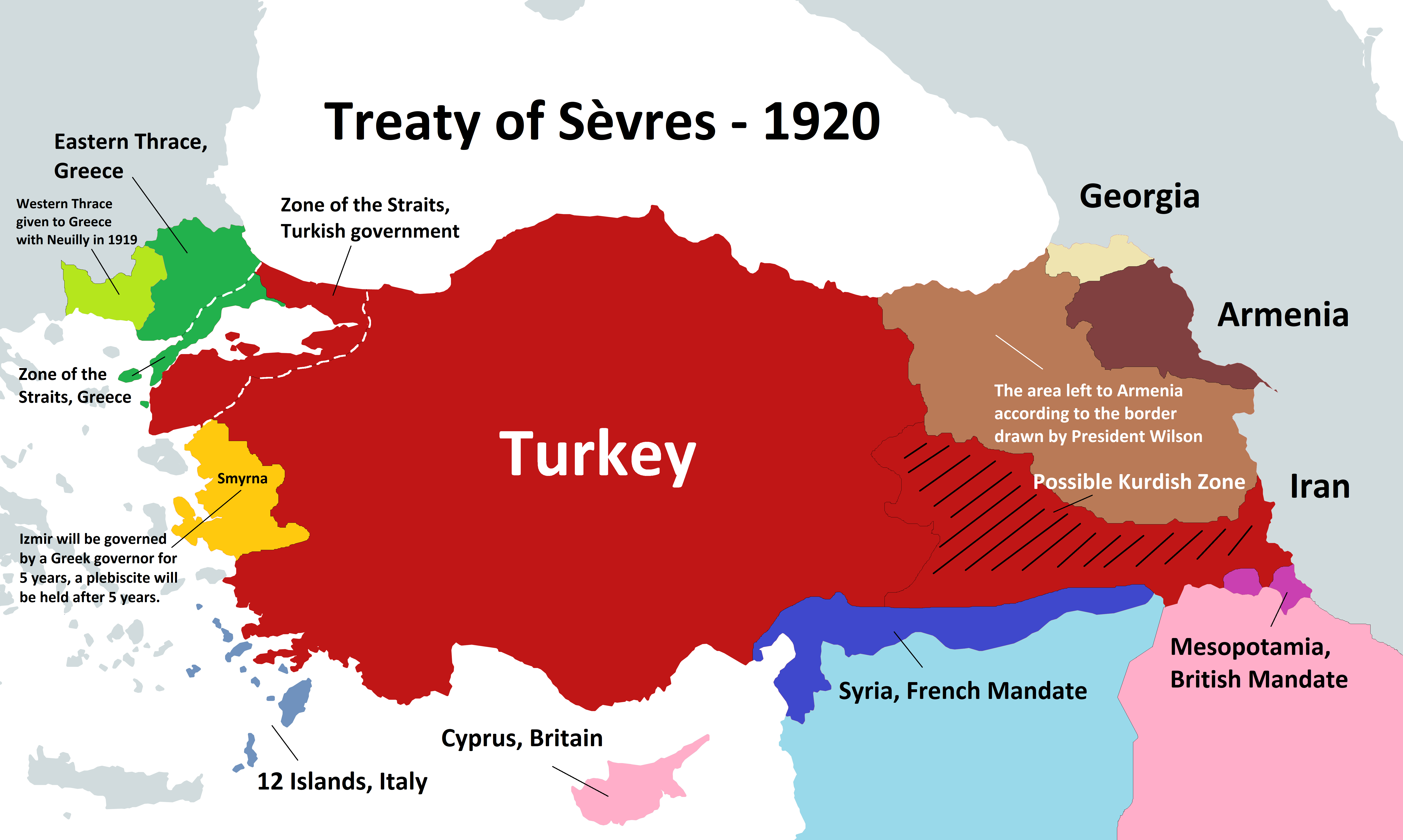
Imperium Osmańskie po traktacie w Sèvres 1920
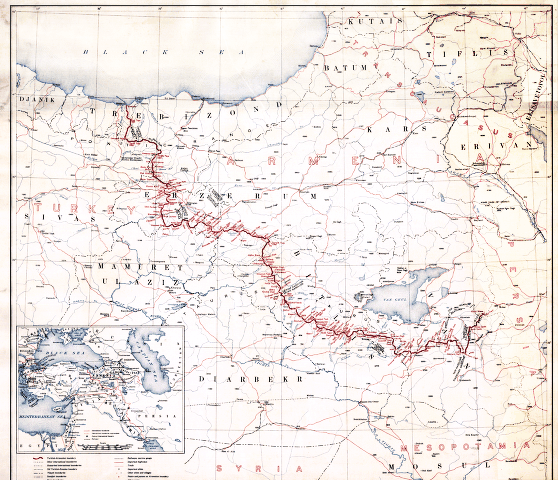
Zachodnia granica Wielkiej Armenii ustalona traktatem w Sèvres, anulowana w Lozannie 1923
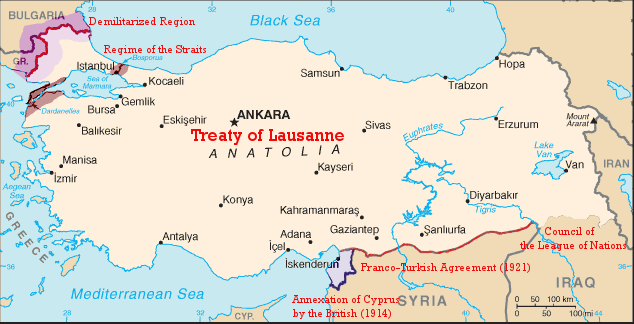
Ostateczne granice Turcji ustalone traktatem w Lozannie (1923). Zaznaczono strefy zdemilitaryzowane